# Vito Da Ros
Vito Da Ros (nascido em 11 de maio de 1957) é um ex-ciclista italiano que participava em competições de ciclismo de estrada.
Em 1977, como amador, ele ganhou uma medalha de prata no Campeonato mundial em contrarrelógio. No ano anterior, participou dos 100 km contrarrelógio por equipes, prova realizada nos Jogos Olímpicos de Montreal. Foi profissional entre 1978 e 1979.